# ドノバン・ミッチェル
ドノバン・バーネル・ミッチェル・ジュニア（Donovan Vernell Mitchell Jr., 1996年9月7日 - ）は、アメリカ合衆国・ニューヨーク州エルムスフォード出身のプロバスケットボール選手。NBAのクリーブランド・キャバリアーズに所属している。ポジションはシューティングガードまたはポイントガード。

## 経歴

### 生い立ち
1996年9月7日にドノバン・ミッチェル・シニアとニコール・ミッチェルの元に生まれた。父のシニアはニューヨーク・メッツの球団職員を務めている。ミッチェルはニューヨーク州エルムスフォードで生まれ育ち、コネチカット州グリニッジのグリニッジ・カウンティ・デイ・スクールに通い。ニューヨークのAUUチームでプレーした。

### ハイスクール
ソフィモアイヤーをコネチカット州ニューミルフォードのカンタベリー・スクールに通い、ジュニア、シニアイヤーにはニューハンプシャー州ウルフボロのブリュースター・アカデミーに通った。高校では2年間野球もプレーしたが、大学バスケットのコーチ達から注目を得るため、ブリュースターに転校した際にバスケットボールに集中した。大学はルイビル大学に進学することを表明した。

### カレッジ
ルイビル大学では背番号を45にした。理由はマイケル・ジョーダンが野球に転向していた際に使用した番号だからである。フレッシュマンシーズンは平均7.4得点、1.7アシスト、3.4リバウンドを記録した。ソフィモアシーズンは平均15.6得点、2.7アシスト、4.9リバウンド、FG%46.3、3P%35.4、FT%80.6を記録、2017年のオールACCファーストチームに選出された。シーズン終了後、2017年のNBAドラフトへのエントリーを表明した。

### ユタ・ジャズ

#### 2017-18シーズン

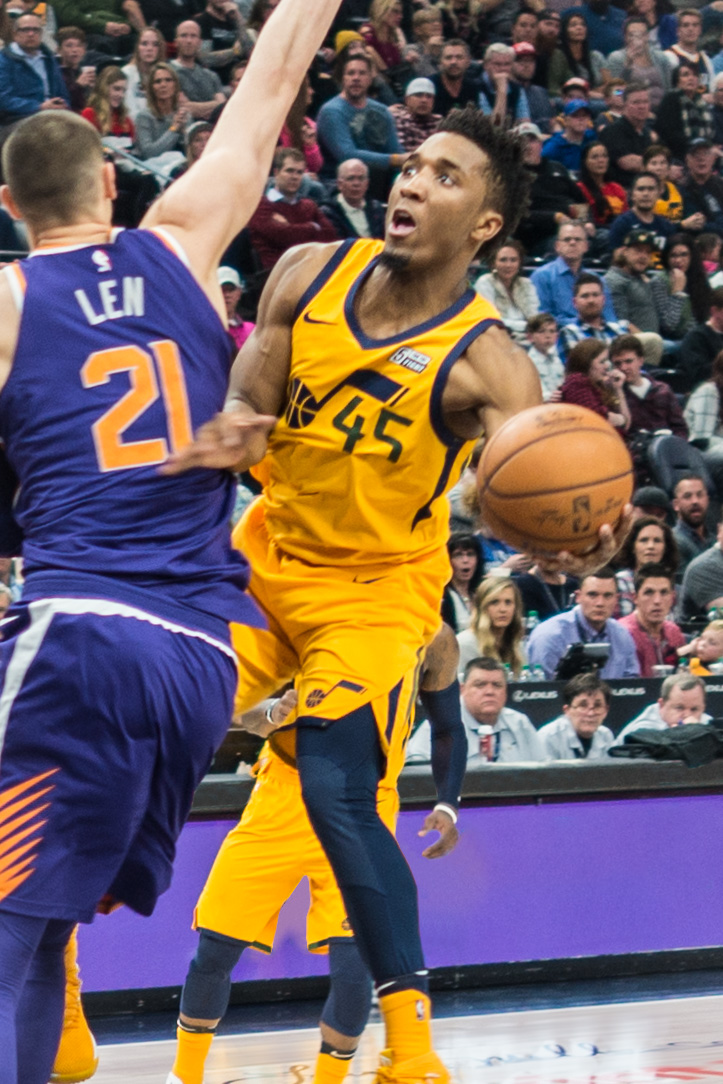
ユタ・ジャズでのミッチェル（2017年）

2017年のNBAドラフトではデンバー・ナゲッツに全体13位で指名を受けた後、ユタ・ジャズにトレイ・ライルズと指名権を含むトレードで移籍。2017年7月5日、ジャズと4年間のルーキー契約を結んだ。
2017年12月1日に行われたニューオーリンズ・ペリカンズ戦でキャリア・ハイとなる41得点を記録し、試合はジャズが114-108で勝利した。これによりミッチェルはダレル・グリフィスが1981年に記録したチームの1試合新人最多得点記録38点を更新、新人選手が40得点を記録するのは2011年のブレイク・グリフィン以来の事となった。また、ジャズの新人選手として30得点を記録した7人目の選手、40得点を記録した初めての選手となった。2018年1月4日、12月のウェスタン・カンファレンス月間最優秀新人選手賞に選出された。ミッチェルはこの月、平均23.1得点、3.4アシスト、3.2リバウンドを記録した。2018年1月15日に行われた試合でミッチェルは20得点以上を記録した試合を今季19回目とした。これによりカール・マローンが記録したチームの新人最多20得点試合記録を更新した。2月5日、故障により欠場が決まったアーロン・ゴードンの代わりに2月17日に行われるスラムダンクコンテストへの出場が発表された。2018年2月14日に行われたフェニックス・サンズ戦で同日にフロリダ州パークランドで起きた銃撃事件に対して「End Gun Violence」「Pray for Parkland」とメッセージを書き込んだシューズを履いて試合に臨んだ。2月17日に行われたスラムダンクコンテストに初出場、優勝した。3月1日、2月の月間最優秀新人選手賞に選ばれた。これで今季3度目の同賞受賞となった。3月17日に行われたサクラメント・キングス戦で28得点を記録し、試合はジャズが103-97で勝利した。3月23日に行われたサンアントニオ・スパーズ戦で35得点を記録、試合はオーバータイムの末スパーズに124-120で敗れた。4月10日に行われたゴールデンステート・ウォリアーズ戦でシーズン新人最多記録となる186本目の3ポイントシュートを記録した。これまでの新人記録はデイミアン・リラードの185本だった。
4月15日のプレーオフ1回戦、対オクラホマシティ・サンダーの初戦で27得点、10リバウンドを記録し、試合は116-108で敗れた。4月18日の2戦目で28得点を記録、試合は102-95で勝利した。第4戦目で33得点、7リバウンドを記録し、試合は113-96で勝利した。第6戦で38得点を記録し、試合は96-91で勝利し4勝2敗で1回戦を突破した。

#### 2018-19シーズン
シーズンの序盤はスランプに陥ってしまった。このスランプによりフィールドゴール率は下がり、1年目のような印象を残すことができなかった。しかし時間が経つにつれ、このスランプから抜け出すことができた。シーズン中盤では、強豪ミルウォーキー・バックス相手に4Q序盤に17点ビハインドだったもののこのクォーターだけで19得点を記録し、逆転勝利を収めた。この試合でミッチェルはキャリアハイの46点を記録した。
プレーオフではヒューストン・ロケッツに対して奮闘するも1勝4敗でシリーズを終えた。

#### 2019-20シーズン
2019-20シーズン、オクラホマシティ・サンダーの開幕戦にて32得点、12アシストを記録し、チームは105-95で勝利した。12月27日のブレイザーズ戦から翌年1月15日のネッツ戦まで全ての試合に勝利し10連勝を記録した。1月17日のペリカンズ戦では、キャリアハイタイの46得点を記録するものの、ペリカンズのブランドン・イングラムもキャリアハイの49点を記録し、延長の末敗北した。2020年3月11日、ミッチェルとチームメイトのルディ・ゴベールは、PCR検査で新型コロナウイルスの陽性反応を示したため感染拡大防止のためリーグは一時中断となり、4カ月後の2020年のNBAバブルにて再開を発表した。再開後、ジャズはプレーオフ出場権を獲得し、1回戦では西3位の強豪デンバー・ナゲッツと対戦。1試合目にミッチェルは57得点を記録し、マイケル・ジョーダンとエルジン・ベイラーに次ぐ、プレイオフNBA得点3位の記録を叩き出した。6日後の試合では51得点を記録し、マイケル・ジョーダンとアレン・アイバーソンに次ぐ、ポストシーズンにおける50得点以上を2度記録した3人目の選手となった。しかし、チームは3勝1敗とシリーズ突破に王手をかけながらも、そこから3連敗し敗退となった。このシーズン終了後にジャズと5年総額1億9500万ドルのマックス契約を結んだ。

#### 2020-21シーズン
チームはレギュラーシーズンでリーグ最高勝率を記録したが、プレーオフではセミファイナルで敗退した。

#### 2021-22シーズン
このシーズンはカンファレンス5位でプレーオフに進出したが、1回戦でダラス・マーベリックスに敗れた。この敗退によりチーム解体が囁かれ、トレードの噂が浮上した。

### クリーブランド・キャバリアーズ

#### 2022-23シーズン
地元ニューヨークに本拠地を置くニューヨーク・ニックスへのトレードが濃厚とされていたが、2022年9月3日にコリン・セクストン、ラウリ・マルカネン、オチャイ・アバジ、3つのドラフト1巡目指名権、2つのドラフト1巡目指名交換権とのトレードで、クリーブランド・キャバリアーズへ移籍した。
2023年1月3日のシカゴ・ブルズ戦でキャリアハイかつ球団最多記録となる71得点を含む8リバウンド、11アシストを記録し70得点・10アシスト以上を記録した史上初の選手となり、チームは145-134で勝利した。1月26日のオールスターゲームでは初のスターターに選ばれ、4年連続のオールスター選出となった。4月4日のオーランド・マジック戦で43得点を記録し、4試合連続で40得点以上を記録したキャバリアーズ史上初の選手となり、チームは117-113で勝利した。
このシーズン、キャバリアーズはカンファレンス4位でプレーオフに進出したが、ニューヨーク・ニックスとのプレーオフ第1回戦で第5戦の末に敗れた。

#### 2023-24シーズン
2024年3月3日のニューヨーク・ニックス戦でチームメイトのトリスタン・トンプソンの肘がミッチェルの鼻に当たり鼻骨を骨折し、3月19日に鼻の手術を行った。
5月4日のオーランド・マジックとのプレーオフ第1回戦の第6戦で50得点を記録したが、チームは96-103で敗れた。翌日の第7戦で39得点、9リバウンド、5アシストを記録し、チームは106-94で勝利したことによりカンファレンス準決勝に進出した。なお、レブロン・ジェームズなしでチームがカンファレンス第1回戦を突破したのは1993年以来初であった。
7月7日にキャバリアーズとの延長契約に合意した。

## プレースタイル
豪快なポスターダンクを可能にする跳躍力を持ち、相手を抜き去るスピードも兼ね備えた身体能力の高いスコアラー。シュート力も高くスリーポイント、ミドルレンジ、インサイドの全てで高いスコアリング能力を発揮できる。

## 個人成績

### NBA

#### レギュラーシーズン
| シーズン     | チーム       | GP  | GS  | MPG  | FG%  | 3P%  | FT%   | RPG | APG | SPG | BPG | PPG  |
| ------------ | ------------ | --- | --- | ---- | ---- | ---- | ----- | --- | --- | --- | --- | ---- |
| 2017–18      | UTA          | 79  | 71  | 33.4 | .437 | .340 | .805  | 3.7 | 3.7 | 1.5 | .3  | 20.5 |
| 2018–19      | UTA          | 77  | 77  | 33.7 | .432 | .362 | .806  | 4.1 | 4.2 | 1.4 | .4  | 23.8 |
| 2019–20      | UTA          | 69  | 69  | 34.3 | .449 | .366 | .863  | 4.4 | 4.3 | 1.0 | .2  | 24.0 |
| 2020–21      | UTA          | 53  | 53  | 33.4 | .438 | .386 | .845  | 4.4 | 5.2 | 1.0 | .3  | 26.4 |
| 2021–22      | UTA          | 67  | 67  | 33.8 | .448 | .355 | .853  | 4.2 | 5.3 | 1.5 | .2  | 25.9 |
| 2022–23      | CLE          | 68  | 68  | 35.8 | .484 | .386 | .867  | 4.3 | 4.4 | 1.5 | .4  | 28.3 |
| 2023–24      | CLE          | 55  | 55  | 35.3 | .462 | .368 | .865  | 5.1 | 6.1 | 1.8 | .5  | 26.6 |
| 2024–25      | CLE          | 71  | 71  | 31.4 | .443 | .368 | .823  | 4.5 | 5.0 | 1.3 | .2  | 24.0 |
| 通算         | 通算         | 539 | 531 | 33.8 | .449 | .366 | .840  | 4.3 | 4.7 | 1.4 | .3  | 24.7 |
| オールスター | オールスター | 5   | 2   | 18.0 | .418 | .364 | 1.000 | 5.0 | 5.0 | 1.6 | .4  | 14.8 |

- 2022年のオールスターゲームは選出されながらも、故障のため不出場

#### プレーオフ
| シーズン | チーム | GP | GS | MPG  | FG%  | 3P%  | FT%  | RPG | APG | SPG | BPG | PPG  |
| -------- | ------ | -- | -- | ---- | ---- | ---- | ---- | --- | --- | --- | --- | ---- |
| 2018     | UTA    | 11 | 11 | 37.4 | .420 | .313 | .907 | 5.9 | 4.2 | 1.5 | .4  | 24.4 |
| 2019     | UTA    | 5  | 5  | 38.6 | .321 | .256 | .727 | 5.0 | 3.2 | 1.6 | .2  | 21.4 |
| 2020     | UTA    | 7  | 7  | 37.7 | .529 | .516 | .948 | 5.0 | 4.9 | 1.0 | .3  | 36.3 |
| 2021     | UTA    | 10 | 10 | 34.6 | .447 | .435 | .829 | 4.2 | 5.5 | 1.1 | .2  | 32.3 |
| 2022     | UTA    | 6  | 6  | 38.2 | .398 | .208 | .881 | 4.3 | 5.7 | .7  | .5  | 25.5 |
| 2023     | CLE    | 5  | 5  | 41.4 | .433 | .289 | .722 | 5.0 | 7.2 | 2.0 | .6  | 23.2 |
| 2024     | CLE    | 10 | 10 | 38.2 | .476 | .354 | .815 | 5.4 | 4.7 | 1.3 | .3  | 29.6 |
| 2025     | CLE    | 9  | 9  | 32.0 | .443 | .333 | .742 | 4.7 | 3.9 | 1.9 | .3  | 29.6 |
| 通算     | 通算   | 63 | 63 | 36.8 | .440 | .355 | .825 | 5.0 | 4.8 | 1.4 | .3  | 28.3 |

### カレッジ
| シーズン | チーム   | GP | GS | MPG  | FG%  | 3P%  | FT%  | RPG | APG | SPG | BPG | PPG  |
| -------- | -------- | -- | -- | ---- | ---- | ---- | ---- | --- | --- | --- | --- | ---- |
| 2015-16  | ルイビル | 31 | 5  | 19.1 | .442 | .250 | .754 | 3.4 | 1.7 | .8  | .1  | 7.4  |
| 2016-17  | ルイビル | 34 | 33 | 32.3 | .408 | .354 | .806 | 4.9 | 2.7 | 2.1 | .5  | 15.6 |
| 通算     | 通算     | 65 | 38 | 26.0 | .418 | .329 | .788 | 4.1 | 2.2 | 1.5 | .3  | 11.7 |